# Oberea luluensis
Oberea luluensis là một loài bọ cánh cứng trong họ Cerambycidae.